# Абдулмаджид, Сагир
Сагир Абдулмаджид (англ. Sagir Abdulmajeed; род. 30 августа 2002, Кадуна) — нигерийский футболист, нападающий.

## Карьера
Первым профессиональным клубом игрока была молдавская «Суклея». В августе 2022 года перешёл в белорусский клуб «Белшина». Дебютировал за клуб 20 августа 2022 года в матче против «Гомеля», выйдя на замену на 89 минуте. По итогу своего дебютного сезона за клуб провёл всего 3 матча, оставаясь игроком скамейки запасных. По окончании сезона покинул клуб.